# Bartha van Crimpen
Bartha Maria van Crimpen, mest känd som en medborgare van der Meer, född 11 augusti 1754 i Schiedam, död 1 juni 1818 i Haarlem, var en nederländsk patriot. Hon invigde 1796 den första nationalförsamlingen. 
Crimpen var dotter till Adrianus van Crimpen (1715-1799) och Maria Clasina van Doorschot (d. 1775). Gift 1775 med Ary van der Meer (1753-1805), kronofogde, och 1805 i Haag med Jacob Oosterom. Hon och maken var medlemmar av partiet patrioterna och ledare för sällskapet ‘Voor ’t Vaderland’ i Haag. År 1787 tvingades paret fly till Frankrike undan orangisternas hämnd efter gripandet av prinsessan Vilhelmina av Preussen på Goejanverwellesluis, där de mottog en pension. År 1795 återvände hon med maken till Haag. Den 3 mars 1796 med fick Bartha Crimpen uppgiften att personifiera "friheten" på invigningen vid öppnandet av nationalförsamlingen i bataviska republiken.